# Himelein
Himelein is een Belgisch bier van hoge gisting.
Het bier wordt gebrouwen in Brouwerij Vissenaken te Vissenaken. Het is een donkerbruin bier met een alcoholpercentage van 6%. Het bier is genoemd naar de lokale volksheilige Sint-Himelinus. Een deel van de opbrengsten uit de verkoop ervan gaan naar "Het Broederschap van Sint-Hymelinus" in Vissenaken.